# غلين دورسي
غلين دورسي (بالإنجليزية: Glenn Dorsey)‏ هو لاعب كرة قدم أمريكية أمريكي، ولد في 1 أغسطس 1985 في باتون روج في الولايات المتحدة.

## وصلات خارجية
- غلين دورسي على موقع مرجع كرة القدم المحترفة.كوم (الإنجليزية)